# Arsinoé III.

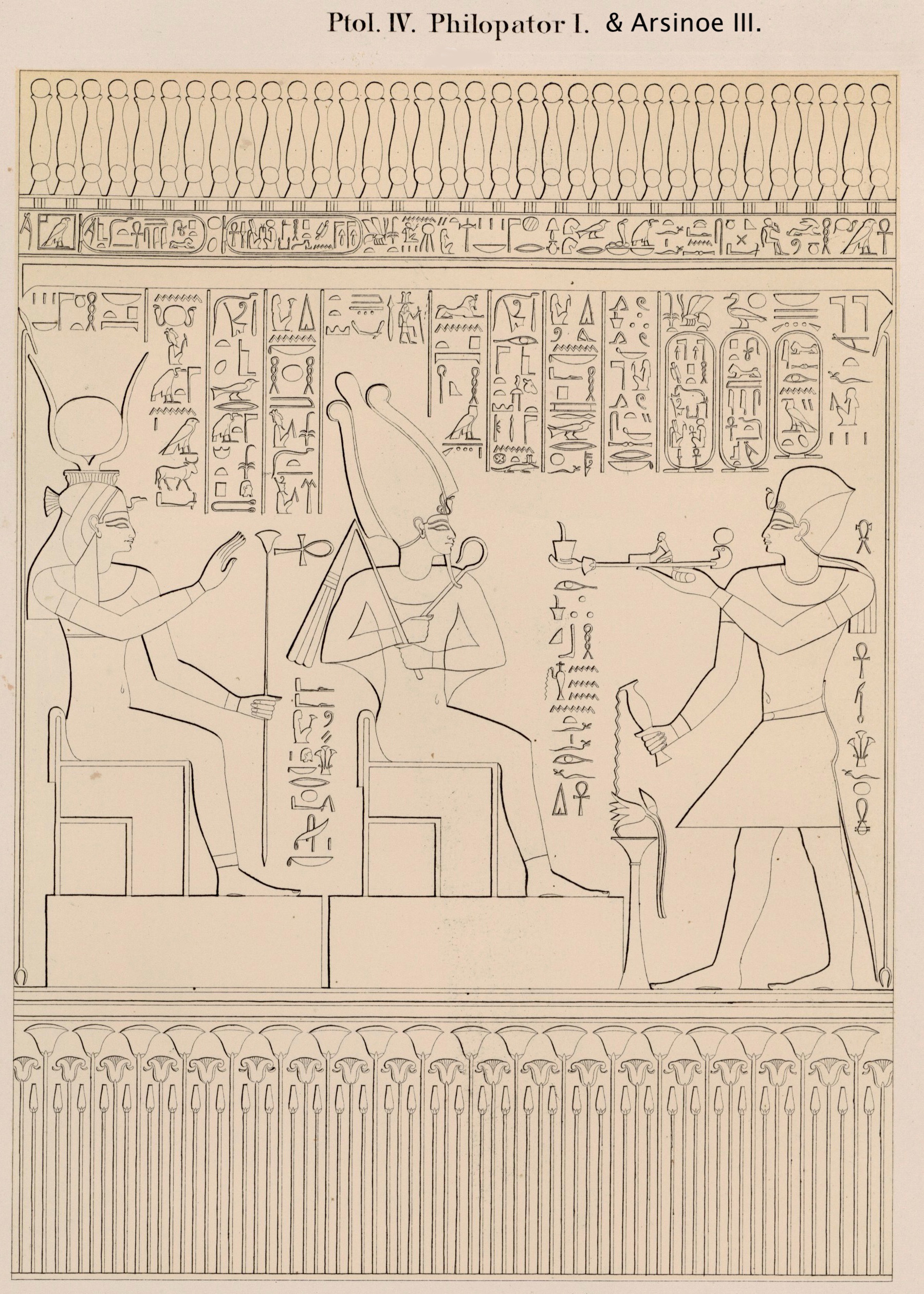
Arsinoé s manželem Ptolemaiem, reliéf v chrámu Hathor v Deir el-Medina

Arsinoé III. (246 př. n. l.? Alexandrie – 204 př. n. l.) byla královnou ptolemaiovského Egypta v letech 220–204 př. n. l. Byla dcerou Ptolemaia III. a Bereníké II. Arsinoé a její manžel Ptolemaios IV. Filopatór byli jako vládci respektováni egyptskou veřejností.

## Život
Mezi koncem října a začátkem listopadu 220 př. n. l. byla provdána za svého mladšího bratra Ptolemaia IV. Aktivně se podílela na vládě země díky toleranci vlivného ministra Sosibia.
V roce 217 př. n. l. doprovázela Ptolemaia IV. spolu s 55 000 vojáky v bitvě u Raphie v Palestině proti Antiochovi Velikému s 68 000 vojáky. Je možné, že Arsinoé velela části pěchotní falangy. Obě strany využívaly kavalérii, slony, i specializované jednotky, jako jsou lukostřelci, stejně jako tradiční makedonskou falangu. Když viděla, že se šance na výhru bitvy snižuje, předstoupila před vojáky a nabádala je, aby bojovali za obranu svých rodin. Za výhru každému z nich také slíbila dvě miny zlata, což se také po vítězství stalo.
V létě roku 204 př. n. l. zemřel Ptolemaios IV. Jeho ministři Agathoklés a Sosibius se obávali, že by si Arsinoé zajistila regentství, a nechali ji zavraždit v palácovém převratu předtím, než vůbec slyšela o smrti svého manžela, čímž si zajistili regentství pro sebe.

## Odkaz
Eratosthenés z Kyrény napsal rukopis nazvaný Arsinoé, který se ztratil, přičemž námětem byly vzpomínky na královnu. Dílo citovalo mnoho starověkých učenců.
Portréty její podoby existují v podobě mramorové busty a další z bronzu.